# Орнек (Улитауський район)
Орне́к (каз. Өрнек) — село у складі Улитауського району Улитауської області Казахстану. Входить до складу Жездинської селищної адміністрації.
Населення —  (2021; 21 у 2009, 49 у 1999, 127 у 1989).
Національний склад станом на 1989 рік:
- казахи — 78 %.